# 日本財閥

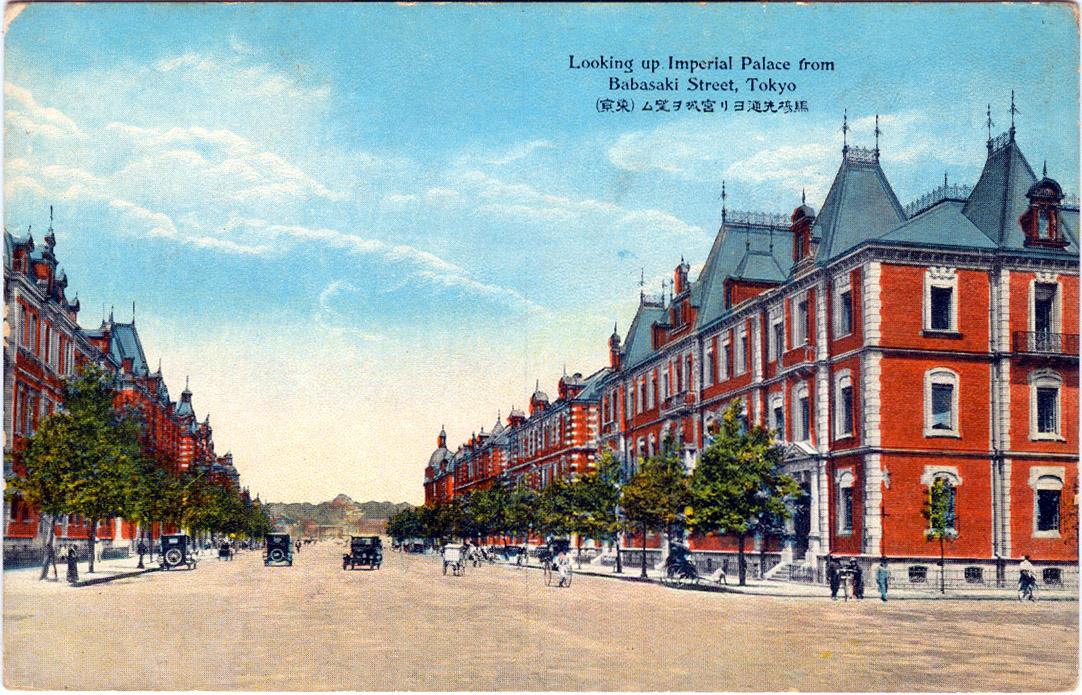
1923年東京丸之內街景圖，三菱財閥的相關企業遍及整條街

日本財閥（日语：／ zaibatsu ?）通常指由某一家族的獨佔出資作為資本中心的大型綜合企業。日文汉字「財閥」一詞約在西元1900年前後開始使用。最初是指某地的富豪，到了明治時代末期，漸漸不再限於某地，通指該富豪的家族。在現今的定義裡，財閥指某家族或者其擁有血緣關係的親戚所設立的母公司為中心，旗下擁有經營各式事業的子公司的企業集團。

## 概况
日本在19世紀陸續興起了三井商社、住友商社、三菱商社、安田商社等四大商社，這四家商社的權力都集中在某個人身上，而公司經營的企業大多又任用親戚擔任主要負責人。這四家商社除了工業外，也積極介入金融業，左手控制資本主義中最重要的資本，右手則控制生產工具，勢力非常龐大，通常也會經營政府特許的行業。由於這些日本財閥在二次世界大戰中為日本政府提供武器及經濟後援，聯合國駐日盟軍司令部將財閥視為「促成戰爭的經濟基盤」實行財閥解體政策，這些财阀因而被迫解散，但這些財閥在戰後仍以一種鬆散的企業聯盟型態再度集結。而事實上，這些聯盟內部之間仍然存在著不小的競爭關係。而這些解散後財閥的繼承企業們經營的事業至今掌握著日本大多數的經濟市場，許多在國際市場上也有重要影響力。
| 四大財閥 - 三菱財閥 - 三井財閥 - 住友財閥 - 安田財閥 | 中小財閥 - 淺野財閥 - 藤田財閥 - 古河財閥 - 森康采恩 - 川崎財閥 - 中島飛行機 - 日窒康采恩 | - 日產康采恩 - 日曹康采恩 - 野村財閥 - 大倉財閥 - 理研康采恩 - 澀澤財閥 | 破產財閥 - 鈴木商店 |

## 特質
典型的財閥具有以下五個特質：
1. 除國有企業外，一定是緊密的家族企業，企業內主要的資源都掌握在少數人手中，而且彼此都有血緣關係。
2. 企業經營的範圍廣泛，員工眾多，而且佔國民生產毛額相當大的比重。
3. 財閥旗下通常都有金融業，方便企業調動資金（甚至非法借貸）。
4. 企業集團內的交叉持股非常普遍，公司的經營權經過多次交叉持股後，增加了財閥內的緊密度，方便相互借貸，同時也造成財務透明度減少；不過集團內如果有企業經營不善，也經常互相牽連。
5. 財閥通常與政府關係良好，經常獲准經營政府特許的行業，例如石化、重工等，而財閥也會透過政治獻金、參選等方式，直接或間接介入政治。